# Charles Ives
Charles Edward Ives (født 20. oktober 1874, død 19. maj 1954) var amerikansk komponist af klassisk musik. Han betragtes bredt som en af de første nordamerikanske klassiske komponister af international betydning.

## Biografi
Charles Ives blev født i Danbury, Connecticut som søn af en militærmusiker, dirigent. Han fik som helt ung musikundervisning af sin far og studerede senere under Horatio Parker på Yale. Efter færdiguddannelsen besluttede han sig for en ikke-musikalsk karriere, idet han som musiker måtte regne med at blive tvunget til at gå på kompromis med sine musikalske idealer. Han havde succes i forsikringsbranchen. I fritiden komponerede han og arbejdede som organist i Danbury, New Haven, Connecticut, Bloomfield, New Jersey og New York, New York.
Efter at være blevet gift med Harmony Twitchell flyttede Ives i 1908 til New York. Dér boede han resten af sit liv, og tjente sit udkomme som leder af sit eget forsikringsfirma, Ives & Myrick. Han var fortsat en produktiv komponist indtil 1918, hvor han fik det første af flere hjerteanfald. Herefter komponerede han meget lidt; hans allersidste stykke, A Farewell to Land, en sang med tekst af Lord Byron, i 1925. 
Charles Ives døde i 1954 i New York, New York. Siden da er han blevet betydeligt mere værdsat, og betragtes nu af kendere af klassisk musik som en vigtig skikkelse.

## Ives' musik
Ives blev uddannet på Yale; hans første symfoni udviser forståelse for de akademiske færdigheder, der er nødvendige for at kunne skrive i den sene 19. århundredes sonateform, samt et ikonoklastisk anstrøg med et sidetema som trækker i en anden harmonisk retning. Hans far var dirigent for et militærorkester, og ligesom Hector Berlioz havde Ives en fascination for udendørsmusik og for instrumentation. Hans forsøg på at fusionere disse to musikalske grundstene og hans hengivenhed for Beethoven skulle sætte retningen for hans musikalske livsforløb.
Ives' musik var i det store og hele upåagtet i hans levetid, og mange af hans værker forblev uopførte i mange år. 

## Udvalgte værker
Note: Fordi Ives ofte skrev flere forskellige versioner af det samme stykke, og fordi hans værker generelt blev overset i hans levetid, er det ofte svært at datere hans kompositioner. Årstallene nedenfor er i nogle tilfælde de sandsynligste gæt.
- Variationer over Amerika (1891) - for orgel
- Strygekvartet nr. 1, Fra frelsens hær (1896)
- Symfoni nr. 1 (1896-1898) - for orkester
- Symfoni nr. 2 (1897-1901) - for orkester
- Symfoni nr. 3, Lejrmødet (1901-1904) - for orkester
- Central Park in the Dark (Central Park i mørket) (1898-1907) - for kammerorkester
- The Unanswered Question (Det ubesvarede spørgsmål) - (1908) - for kammergruppe
- Violinsonate nr. 1 (1903-1908)
- Klaversonate nr. 1 (1902-1909)
- Violinsonate nr. 2 (1902-1910)
- Robert Browning Overture (1911) - for orkester
- En Symfoni: New England feriedage (1904-1913) - for orkester
- Strygekvartet nr. 2 (1907-1913)
- Three Places In New England (Tre steder i New England) (Orkester part nr. 1) (1903-1914) - for orkester
- Violinsonate no. 3 (1914)
- Klaversonate nr. 2, Concord, Mass., 1840-1960 (1909-1915)
- Orkester part nr. 2 (1912-1915) - for orkester
- Violinsonate No. 4, Children's Day at the Camp Meeting (1912-15)
- Symfoni Nr. 4 (1910-1916) - for orkester
- Univers Symfoni (ukomplet, 1911-1916; Ives arbejdede på symfonien til sin død i 1954) - for orkester
- Concorde Symfoni (orkestreret af Henry Brant fra klaver Sonate nr. 2 "Concorde") (1910-1915, færdiggjort 1995) - for orkester
- 114 Sange (komponeret i årene 1887 til 1921, udgivet 1922)
- Tre kvarttone klaver stykker (1923-1924) - for klaver